# Булкин, Григорий Лаврентьевич
Григорий Лаврентьевич Булкин — советский хозяйственный, государственный и политический деятель.

## Биография
Родился в 1902 году в селе Ханино. Член КПСС с 1929 года.
С 1915 года — на хозяйственной, общественной и политической работе. В 1915—1965 гг. — ученик токаря, токарь чугунолитейных заводов, студент, аспирант, секретарь парткома Ленинградского химико-технологического института, заместитель начальника, начальник УНКВД Челябинской области, заместитель наркома-министра внутренних дел Башкирской АССР, уполномоченный СМ СССР при строительстве завода № 813 в Свердловске-44, заместитель директора п/я 318 по охране и режиму,
Делегат XVIII съезда ВКП(б).
Умер в Новоуральске в 1990 году.